# 美迪紫檀素
美迪紫檀素是一种紫檀素类化合物，属于异黄酮类衍生物。

## 天然来源
美迪紫檀素存在于蒺藜苜蓿和马达加斯加鲍古豆中。朝鲜槐的细胞培养物中也有发现美迪紫檀素。

## 参与代谢
美迪紫檀素是紫檀素合酶反应的三种底物之一，另外两种是NADP+和H2O；反应生成三种产物：vestitone、NADPH和H+.